# Толберт, Уильям Ричард
Уильям Ричард Толберт (англ. William Richard Tolbert; 13 мая 1913, Бенсонвилл — 12 апреля 1980, Монровия) — либерийский государственный и политический деятель, президент Либерии (1971—1980) от Партии истинных вигов, вице-президент Либерии (1952—1971).
Выходец из афроамериканской эмигрантской элиты. С 1943 года — депутат парламента.
В годы президентства осуществил либеральные реформы: ограничил число президентских сроков, восстановил двухпартийную систему, чем вызвал оппозицию со стороны правящей партии. Предпринял шаги по привлечению коренного населения на государственную службу. Вёл многовекторную внешнюю политику, установил связи со странами соцблока.
При У. Р. Толберте состояние либерийской экономики ухудшилось. Весной 1979 года в стране прошла волна демонстраций против роста цен на рис, которая была жестоко подавлена властями. Однако справиться с волнениями режиму не удалось. В апреле 1980 года Толберт был свергнут и убит военными.

## Депутат и вице-президент
Уильям Ричард Толберт родился в городе Бенсонвилле в семье баптистского священника Уильяма Ричарда Толберта-старшего (1869—1948), представителя влиятельного семейства американских эмигрантов. Дед У. Р. Толберта Дэниел Франклин Толберт в 1878 году эмигрировал в Либерию из американского штата Южная Каролина. Мать У. Р. Толберта, Шарлотта Огаста, урождённая Хофф, была потомком рабов-переселенцев из Виргинии.
У. Р. Толберт окончил правительственную начальную школу в родном городе, а также высшую протестантскую школу в Клей-Ашланде. В 1934 году с отличием окончил Либерийский университет (бакалавр искусств), в 1952 году ему была присуждена учёная степень доктора гражданского права. В 1936—1943 годах занимал пост правительственного инспектора в казначействе страны. На парламентских выборах 1943 года У. Р. Толберт был избран депутатом Палаты представителей Либерии. Возглавлял постоянные комиссий Палаты по финансовым вопросам и по вопросам сельского хозяйства.
На президентских выборах 1951 года избран вице-президентом Либерии, председателем Сената. Переизбирался на пост вице-президента в 1955 и 1959 годах. В качестве представителя Либерии посещал ряд стран Африки, Европы и Америки, с 3 по 10 августа 1962 года находился с визитом в Советском Союзе по приглашению заместителя председателя Президиума Верховного Совета СССР Н. Н. Органова. В 1965—66 годах президент Всемирного союза баптистов (первый африканец на этом посту).

## Президентство
После смерти многолетнего президента Либерии Уильяма Табмена в 1971 году должность главы государства занял У. Р. Толберт (в 1975 году переизбран). Мирная передача власти в Либерии была с удовлетворением встречена за рубежом. Приняв от своего предшественника однопартийное государство, где гражданские свободы ограничивались, а свобода судебной и законодательной власти фактически отсутствовала, Толберт приступил к реализации программы либеральных реформ. При нём была принята поправка в конституцию Либерии, запретившая избираться главой государства более, чем на два четырёхлетних срока. Эта инициатива вызвала оппозицию со стороны партии вигов, однако на закон об отмене поправки, принятый в 1976 году, президент наложил вето, а в 1979 году вновь отверг инициативу сопартийцев об отмене ограничений. В 1973 году была восстановлена двухпартийная система, легализована партия Прогрессивный альянс Либерии во главе с Г. Б. Мэтьюсом. У. Р. Толберт предпринял и шаги по назначению на государственные посты представителей коренных национальностей Либерии.
Отошёл У. Р. Толберт и от строго прозападной внешней политики, которой придерживался У. Табмен. Дипломатические отношения были установлены с СССР, КНР, Кубой, рядом стран Восточного блока. В октябре 1973 года в ответ на войну Судного дня Либерия разорвала отношения с Израилем, Толберт заявил о признании прав палестинского народа. В то же время Либерия продолжила поддержку США по вьетнамскому вопросу. В июле 1979 года Толберт был избран председателем Организации африканского единства; в этой должности он оставался до своей гибели весной 1980 года.
Поскольку Толберт происходил из влиятельной эмигрантской элиты, вокруг его администрации не утихали скандалы на почве предполагаемого непотизма. Политика уступок коренным жителям Либерии не получила поддержки ни от населения (поскольку представлялась ему слишком медлительной), ни от правящих слоёв, внутри которых допуск к рычагам власти коренного населения именовался не иначе, как потакание интересам «крестьян». Знаковым событием для правления Толберта стали ритуальные убийства в округе Мэриленд, которые были жестоко пресечены властями — виновные были публично казнены.
В 1970-х годах упали цены на мировом рынке резины, основного экспортного продукта Либерии. Состояние экономики страны ухудшилось. Крупные компании, в частности, крупнейший местный производитель резины Firestone Tire and Rubber Company, в правление У. Р. Толберта подверглись государственному аудиту, с них были взысканы многомиллионные налоги. Пересмотру подверглись старые концессионные соглашения. В мае 1975 года Либерия стала одним из государств-основателей ЭКОВАС — международной организации 15 стран Западной Африки, объединивших усилия для создания общерегионального рынка.

### Рисовые бунты. Свержение и гибель
В апреле 1979 года министр сельского хозяйства Ф. Ченовет предложила поднять субсидируемую государством цену на рис с 22 до 26 долларов за 100 фунтов. Инициатива подавалась как мера помощи фермерам, которые бросали землю и уходили на заработки в города, а также на каучуковые плантации. Вместе с тем повышение цен на рис было встречено оппонентами Толберта негативно, поскольку воспринималось ими как средство обогащения родственников Ченовет и Толберта (которым принадлежали крупные рисовые поля). Легальная оппозиция в лице Прогрессивного альянса Либерии призвала население организовать мирную демонстрацию в столице страны Монровии — в знак протеста против инициативы правительства. 14 апреля к участникам марша на президентский дворец стали массово присоединяться местные жители, после чего политический протест перерос в погромы и грабежи. В ходе «марша» 12 000 протестующих причинили ущерб частной собственности на сумму не менее чем в 40 млн долларов. Выступление было жестоко подавлено властями, в ходе разгона от рук полиции погиб 41 человек.
Репутация У. Р. Толберта в глазах населения была серьёзно подорвана подавлением протестов в Монровии. По всей стране развернулось оппозиционное движение. Режим, применяя репрессивные методы, в частности, аресты оппозиционеров, в итоге проявил неспособность справиться с народными выступлениями. В марте 1980 года партия ПАЛ была запрещена, а её лидер Г. Б. Мэтьюс арестован.
Утром 12 апреля 1980 года президент Либерии Уильям Ричард Толберт был свергнут в ходе военного переворота во главе с сержантом Сэмюэлом Доу. Переворот был организован представителями коренных национальностей Либерии. В ходе штурма президентского дворца в Монровии Толберт был убит путчистами в собственной постели. Тело свергнутого президента вместе с ещё 27 жертвами переворота было захоронено в общей могиле. Перед захоронением толпа забросала уже мёртвые тела камнями. Позднее тело У. Р. Толберта было перезахоронено на столичном кладбище Палм-Гров, рядом с жертвами рисовых бунтов.
После переворота большая часть кабинета министров предстала перед трибуналом и 22 апреля была расстреляна. Министру финансов в правительстве Толберта Э. Джонсон-Серлиф удалось спастись.

## Личная жизнь
У. Р. Толберт был женат, имел 8 детей. Его брат Стивен был министром финансов Либерии, 29 апреля 1975 года погиб в авиакатастрофе. Один из сыновей Толберта, Бенедикт, после путча укрылся в посольстве Франции, однако был схвачен солдатами, ворвавшимися в дипмиссию, и позже убит при транспортировке в тюрьму (выброшен конвоирами из самолёта).
Был масоном.